# Hafsanur Sancaktutan
Hafsanur Sancaktutan (Istanbul, 20 marzo 2000) è un'attrice turca.

## Biografia
Debutta in teatro prendendo parte agli spettacoli Kuralla Kuraldışı e Otobüs. Fa il suo esordio televisivo nel 2018, interpretando il ruolo di Fidan Taşkan nella serie Gülperi. Nel 2019 entra nel cast principale della serie Aşk Ağlatır, interpretando Ada Meryem Varlı. Nel 2021 ottiene il ruolo di Yağmur Kara nella serie Son Yaz. Nel 2022 interpreta Sinem nella serie Atto d'infedeltà (Dünyayla Benim Aramda).
Nel 2023 ha ottenuto il ruolo della protagonista Leyla Kökdal nella serie If You Love (Ya Çok Seversen) accanto all'attore Kerem Bürsin. Nel 2024 e nel 2025 ha interpretato il ruolo di Melek Çakirca nella serie La notte nel cuore (Siyah Kalp).

## Filmografia
- Gülperi – serie TV, 20 episodi (Show TV, 2018-2019)
- Aşk Ağlatır – serie TV, 16 episodi (Show TV, 2019)
- Son Yaz – serie TV, 26 episodi (Fox, 2021)
- Darmaduman – serie TV, 9 episodi (Fox, 2022)
- Atto d'infedeltà (Dünyayla Benim Aramda) – serie TV, 8 episodi (Disney+, 2022)
- If You Love (Ya Çok Seversen) – serie TV, 13 episodi (Kanal D, 2023)
- La notte nel cuore (Siyah Kalp) – serie TV, 34 episodi (Show TV, 2024-2025)

## Teatro
- Kuralla Kuraldışı di Bertolt Brecht (2015)
- Otobüs di Sevilay Saral (2016)

## Doppiatrici italiane
Nelle versioni in italiano dei suoi film e delle sue serie TV, Hafsanur Sancaktutan è stata doppiata da:
- Sara Labidi in If You Love,[8] ne La notte nel cuore[9]